# Paragaleopsomyia
Paragaleopsomyia is een geslacht van vliesvleugeligen uit de familie Eulophidae. De wetenschappelijke naam van dit geslacht is voor het eerst geldig gepubliceerd in 1917 door Girault.

## Soorten
Het geslacht Paragaleopsomyia omvat de volgende soorten:
- Paragaleopsomyia athenais (Walker, 1839)
- Paragaleopsomyia cecidobroter (Gordh & Hawkins, 1982)
- Paragaleopsomyia coxalis (Howard, 1897)
- Paragaleopsomyia eja Girault, 1917
- Paragaleopsomyia femorata (Ashmead, 1894)
- Paragaleopsomyia gallicola Gahan, 1919